# 2 mai dans les chemins de fer
2 avril 2 juin
Chronologies thématiques
- Croisades
- Sports
- Disney

Cette page concerne les événements qui se sont déroulés un 2 mai dans les chemins de fer.

## Événements

### XIXesiècle
- 1854. France : Ouverture de la ligne d'Auteuil.
- 1855. Espagne : Inauguration de la section Montcada-Sabadell du chemin de fer de Barcelone à Saragosse (compañia del ferrocarril de Zaragoza a Barcelona)
- 1864. États-Unis, Californie : Ouverture de la ligne Brighton-Freeport (Freeport Rail Road Company)

### XXesiècle
- 1909. France : Inauguration de la section Auch-Castéra-Verduzan du chemin de fer Eauze-Auch (compagnie du Midi)

- 1918. France : Début de la construction de la ligne stratégique Feuquières - Ponthoile.

- 1978. France : mise en service du métro de Lyon :
  - ligne A de Perrache à Laurent Bonnevay - Astroballe
  - ligne B de Charpennes à Part-Dieu
  - ligne C : prolongement de Croix-Paquet à Hôtel de Ville

## Naissances
- 1798 : Jean-Claude Verpilleux voit le jour à Rive de Gier. Il inventera la locomotive à tender moteur en 1842.